# Ligand (biologie)
Pour les articles homonymes, voir Ligand.

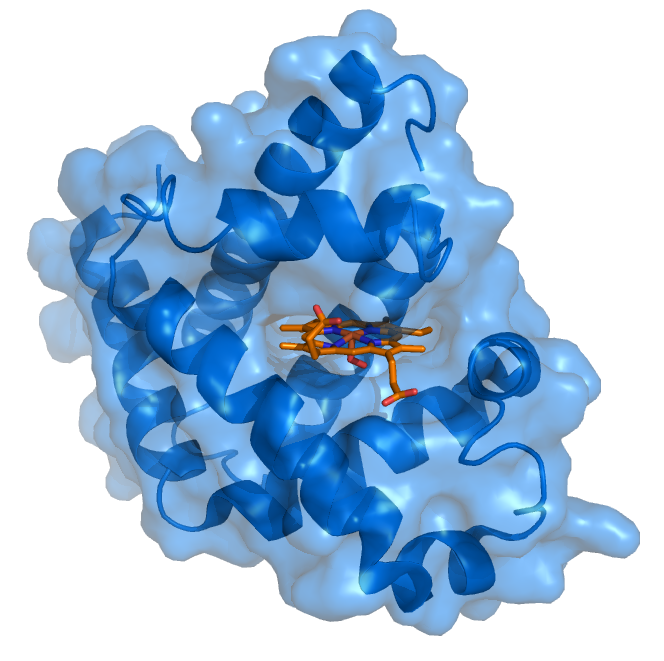
Myoglobine en bleu lié à son ligand hème en orange.

En biologie, un ligand (du latin ligandum, liant) est une molécule qui se lie de manière réversible à une macromolécule ciblée, protéine ou acide nucléique, jouant en général un rôle fonctionnel : stabilisation structurale, catalyse, modulation d'une activité enzymatique, transmission d'un signal. Ce terme, très utilisé pour l'étude de protéines, désigne les molécules qui interagissent avec la protéine de manière non-covalente et spécifique et qui jouent un rôle dans ses fonctions. Dans les systèmes vivants, une véritable liaison covalente irréversible entre un ligand et sa molécule-cible est rare. Contrairement à sa signification dans la chimie inorganique et l'étude des métaux, peu importe que le ligand se lie à un site de liaison métallique ou non.
La liaison se réalise grâce aux forces entre molécules, telles que les liaisons ioniques, les liaisons d'hydrogène et les forces van der Waals. Généralement, l'interaction (association) est réversible et plus ou moins forte suivant le nombre et la nature des liaisons formées. La force de cette interaction est définie par la constante de dissociation ou constante d’association (inversement proportionnel de la constante de dissociation) que l'on appelle la constante d'affinité (ou affinité). 
La liaison d'un ligand à une protéine réceptrice modifie souvent la conformation de cette dernière, c'est-à-dire sa structure en trois dimensions. L'énergie associée aux interactions intermoléculaires formées entre la protéine et son ligand permet de promouvoir ce changement de conformation, appelé ajustement induit. Cette modification structurale peut ainsi moduler éventuellement son état fonctionnel et son activité.
Parmi les différents types de ligands, on trouve les substrats enzymatiques, les effecteurs enzymatiques (inhibiteurs ou activateurs) ou encore des ligands des récepteurs comme les neurotransmetteurs.
Exemples :
| Protéine                 | Ligand               | Exemple                                                              |
| Enzyme                   | Substrat             | amidon (amylase)                                                     |
| Enzyme                   | Effecteur            | fructose-2,6-biphosphate (PFK)                                       |
| Transporteur/Entreposage | Molécule transportée | Dioxygène (hémoglobine) ; fer (ferritine) ; glucose (GLUT2)          |
| Anticorps                | Antigène             | antigènes AB du groupe sanguin (anticorps anti A ou anti B)          |
| Protéine régulatrice     | Protéine régulée     | enzyme de régulation du métabolisme du glycogène (protéine kinase A) |
| Récepteur                | Molécule reconnue    | glutamate et D-sérine (récepteur NMDA)                               |
| Protéines motrices       | Cytosquelette        | tubuline (dynéine), actine (myosine)                                 |

## Affinité de la liaison entre récepteur et ligand
L'interaction de la plupart des ligands avec leurs récepteurs par l'intermédiaire de leurs sites de liaison peut être définie par leur affinité de liaison. En général, les liaisons de haute affinité résultent d'une plus grande force intermoléculaire entre le ligand et son récepteur, elles occasionnent un temps de séjour prolongé au site de liaison et peuvent avoir une importance physiologique lorsqu'une partie de l'énergie de liaison sert à modifier le récepteur structurellement, transformant le comportement d'un enzyme ou d'un canal ionique associé.
Un ligand qui peut se lier à un récepteur, en modifier sa fonction et déclencher une réponse s'appelle un agoniste auprès de ce récepteur. La liaison d'un agoniste à un récepteur peut se caractériser par l'importance de la réponse physiologique provoquée et par la concentration nécessaire de l'agoniste pour produire cette réponse. Une liaison de haute affinité suppose qu'une concentration relativement basse d'un ligand suffit pour activer un site de liaison et déclencher la réponse physiologique. Un agoniste qui n'active pas entièrement la réponse corporelle s'appelle un agoniste partiel. Les ligands qui se lient à un récepteur mais échouent à activer cette réponse sont considérés comme des antagonistes des récepteurs.

## Applications
On utilise parfois des ligands marqués radioactivement ou radioligands dans différentes techniques d'imagerie médicale, comme la scintigraphie ou la tomographie par émission de positons. Ceci permet de visualiser sélectivement les zones où se fixe le ligand marqué et donc où se trouve sa cible dans l'organisme.